# 国道48号 (韩国)

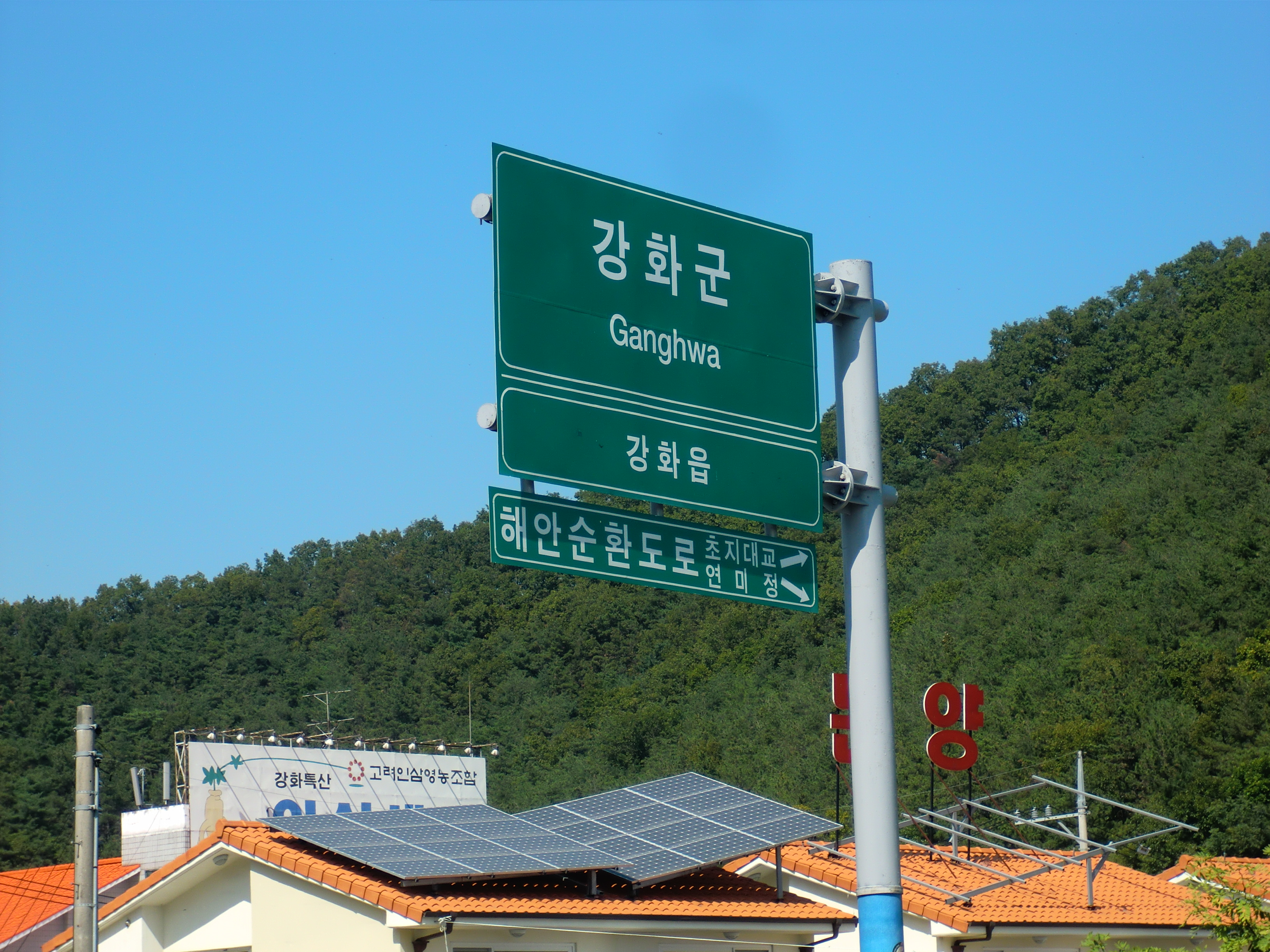
国道48号上的江华郡路牌

国道48号，又称江华－首尔线，是大韩民国的一条东西向国家级公路。路线西起仁川广域市江华郡两寺面，途经京畿道金浦市，东至首尔特别市钟路区（与国道6号相连）。其全线整体位于大韩民国西北部，全长约68.0千米，于1971年8月31日开始规划建设，于1995年2月21日开通部分路段。

## 主要途径城市

### 仁川广域市
江华郡（两寺面 - 河岾面 - 松海面 - 江华邑）

### 京畿道
金浦市（月串面 - 通津邑 - 杨村邑 - 场基本洞 - 金浦本洞 - 高村邑）

### 首尔特别市
江西区 - 阳川区 - 永登浦区 - 麻浦区 - 西大门区 - 钟路区

## 主要途径道路
- 首尔外环高速公路
- 仁川国际机场高速公路
- 首都圈二环高速公路
- 国道1号
- 国道6号
- 国道39号
- 国道46号
- 国道77号（朝鲜语：국도 제77호선）
- 23国家支援地方道23号（朝鲜语：국가지원지방도 제23호선）
- 56国家支援地方道56号（朝鲜语：국가지원지방도 제56호선）
- 78国家支援地方道78号（朝鲜语：국가지원지방도 제78호선）
- 84国家支援地方道84号（朝鲜语：국가지원지방도 제84호선）
- 86国家支援地方道86号（朝鲜语：국가지원지방도 제86호선）
- 98国家支援地方道98号（朝鲜语：국가지원지방도 제98호선）
- 92首尔特别市道92号（朝鲜语：서울특별시도 제92호선 (안내용)）